# Universitat de Garissa
La Universitat de Garissa és una universitat pública ubicada a Garissa, Kenya.

## Història
La Universitat de Garissa va ser fundada el 2011 com a col·legi universitari de la Universitat de Moi, sorgint de l'antiga Escola de professors de Garissa. La biblioteca de l'escola va ser establerta el 1996, com a recurs pel centre de professors. El primer bibliotecari es va contractar el 2006. Va ser la primera i única escola de post-secundària que oferia cursos universitaris de la Província Oriental Del nord. La institució proporciona cursos en àrees d'educació, ciència d'informació, i arts i ciències socials.
El director de l'escola el 2015 era el Prof. Ahmed Warfa, l'Ajudant Principal (Finances) és el Prof. Kirimi Kiriamiti, i el director educatiu era el Prof. Genevieve Mwayuli. La universitat universitària té 75 empleats.

## Atac el 2015
L'abril de 2015, un grup d'homes armats van entrar en la universitat matant 147 persones i malferint-ne 79 més. Els atacants van declarar ser militants del grup Al-Shabaab i van dir que estaven atacant a no-musulmans que ocupaven territori musulmà. Els militants van agafar diversos ostatges d'estudiants, alliberant Musulmans però retenent els cristians.